# Parascutigera aculeata
Parascutigera aculeata är en mångfotingart som beskrevs av Karl Wilhelm Verhoeff 1925. Parascutigera aculeata ingår i släktet Parascutigera och familjen spindelfotingar. Inga underarter finns listade i Catalogue of Life.